# Jean-Baptiste Say

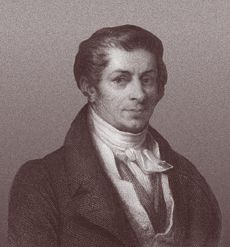
Jean-Baptiste Say

Jean-Baptiste Say (Lyon, 5 januari 1767 – Parijs, 15 november 1832) was een Franse econoom, zakenman, politicus en industrieel. Hij wordt gezien als een van de grondleggers van de staatshuishoudkunde.

## Leven
J.B. Say werd in Lyon geboren. Zijn vader, Jean-Etienne Say maakte deel uit van een protestantse familie die als gevolg van de intrekking van het Edict van Nantes in de late zeventiende eeuw vanuit Nîmes naar Genève was geëmigreerd. Zijn broer Louis Auguste (1774-1840) was ook een econoom. Say was bestemd voor een commerciële loopbaan. Samen met zijn broer Horace werd hij naar Engeland gestuurd: hier woonde hij in Croydon eerst in het huis van een koopman, bij wie hij als klerk werkte. Daarna vertrok hij naar in Londen, waar hij bij een andere werkgever in dienst trad. Toen deze laatste echter plotseling overleed keerde Say naar Frankrijk terug. Daar vond hij emplooi op het kantoor van een levensverzekeringsbedrijf dat onder leiding stond van Étienne Clavière, die evenals Say van Geneefse afkomst was.
Says eerste literaire werk was een brochure over de persvrijheid, die hij in 1789 het licht deed zien. Hij werkte later onder leiding Mirabeau bij de Courrier de Provence. In 1792 nam hij als vrijwilliger deel aan de campagne van de Champagne, in 1793 nam hij, in overeenstemming met de Revolutionaire mode, de voornaam van Atticus aan. Hij werd secretaris van Clavière, die toen de post van minister van Financiën bekleedde.
In 1793 trouwde Say met mademoiselle Deloche, dochter van een voormalig advocaat. Het echtpaar zou vader en moeder van negen kinderen worden. Van 1794 tot 1800 was hij redacteur bij het tijdschrift, La Decade philosophique, litteraire, et politique, waarin hij de doctrines van Adam Smith uiteenzette. Hij had tegen die tijd zijn reputatie als publicist reeds gevestigd. Toen de consulaire regering in 1799 ontstond, werd hij als een van de honderd leden van het tribunaat verkozen. Bij die gelegenheid gaf hij het redacteurschap van de La Decade op.
Say is ook hoogleraar economie geweest. Hij gaf vanaf 1821 les aan de Conservatoire national des Arts et Métiers, waarna hij in 1830 naar het Collège de France ging. Daarnaast heeft hij zich beziggehouden met de journalistiek en leidde hij – zij het met weinig succes – een spinnerij.
In 1800 publiceerde hij in "Olbie, ou essai sur les moyens de reformer les moeurs d'une nation (Olbie of een essai over de middelen om de zeden van een natie te hervormen)". In 1803 verscheen Says hoofdwerk de "Traité d'economie politique simple exposition de la manière dont se forment, se distribuent et se composent les richesses (Verhandeling over politieke economie: eenvoudige uiteenzetting over hoe rijkdom zich vormt, zoch verspreid en waar rijkdom uit bestaat)" Nadat hij in 1804 laten zien niet bereid te zijn om zijn overtuigingen te offeren ten behoeve van de bevordering van de doelstellingen van Napoleon, werd hij uit het ambt van tribuun verwijderd. Hij wijdde zich nu aan industriële bezigheden. Nadat hij zich vertrouwd had gemaakt met de processen die een rol spelen in de katoen-industrie, richtte hij in Auchy, in de Pas-de-Calais, een spinnerij op, waar later zo'n vier- of vijfhonderd personen, voornamelijk vrouwen en kinderen, werkten. Zijn vrije tijd wijdde hij aan de verbetering van zijn economische verhandeling. Deze was al enige tijd niet meer in de boekhandel te verkrijgen, maar mocht vanwege de censuur niet herdrukt worden.
In 1814 "maakte hij gebruik" (in zijn eigen woorden) van het soort vrijheid die voortvloeiden uit de invasie van geallieerde machten in Frankrijk om een tweede editie van zijn hoofdwerk uit te brengen, Dit droeg hij op aan keizer Alexander I van Rusland, die had beleden een leerling van Say te zijn. Nog in hetzelfde jaar kreeg hij van de Franse regering de opdracht om de economische condities in het Verenigd Koninkrijk te bestuderen. De resultaten van historische waarnemingen verschenen in "A tract de l'Angleterre et des Anglais (Een verhandeling over Engeland en de Engelsen)"
In 1817 verscheen een derde editie van de Traité. Speciaal voor Say werd in 1819 een leerstoel in de industriële economie ingesteld aan het Conservatoire des Arts et Metiers. In 1831 werd hij tot hoogleraar politieke economie aan het Collège de France benoemd. Say publiceerde in 1828-1830 zijn "Cours complet d'economie politique pratique (Volledige cursus over de praktische politieke economie)". In 1826 werd hij tot buitenlands lid van de Koninklijke Zweedse Academie van Wetenschappen verkozen.
In zijn latere jaren leed Say onder aanvallen van nerveuze apoplexie. Hij verloor zijn vrouw in januari 1830 en vanaf die tijd ging zijn gezondheid bergafwaarts. Toen de revolutie van 1830 uitbrak werd hij benoemd tot lid van de directoraat-generaal van het departement van de Seine. Hij trad echter al snel weer af. Say stierf op 15 november 1832 in Parijs. Hij ligt begraven op het kerkhof van Les Invalides.

## Werk

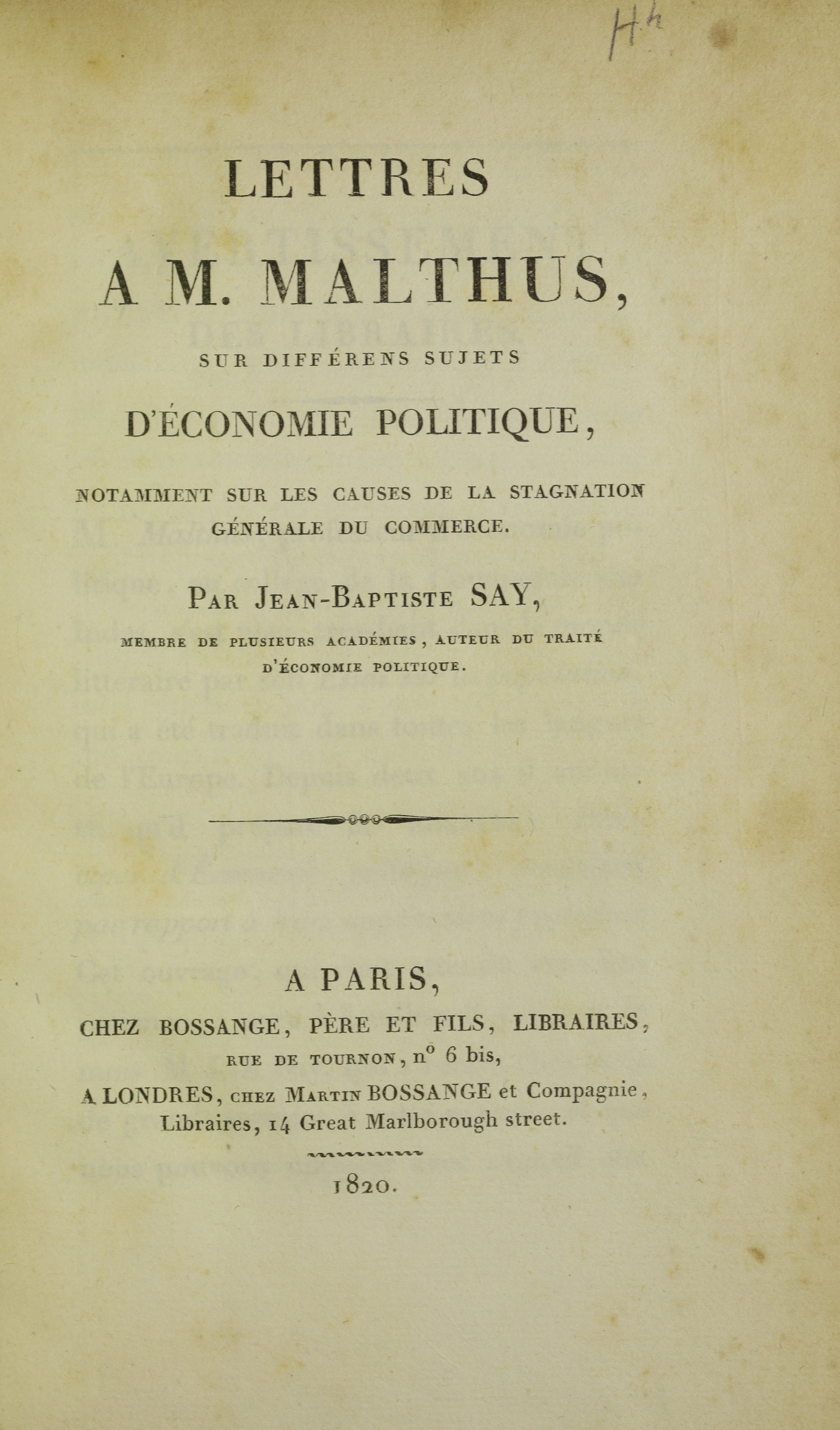
Lettres a M. Malthus, 1820

Say was een klassiek econoom die de nadruk legde op de vraagzijde van de economie en op het nuttigheid van goederen. Zijn visie op het economisch heeft hij neergelegd in zijn boek Traité d'économie politique ou Simple exposition de la manière dont se forment, se distribuent et se consomment les richesses uit 1803 (vertaald als: Ontwikkeling van de beginselen der staathuishoudkunde : eenvoudige verklaring van de wijze, waarop de rijkdom voortgebracht, verdeeld en verbruikt wordt. Eerste gedeelte; Tweede gedeelte)

### De wet van Say
Say is beroemd geworden door de naar hem vernoemde wet van Say. Deze komt erop neer dat de totale koopkracht per definitie gelijk is aan de totale productie. De wet van Say wordt wel als volgt samengevat:
- "Geaggregeerd aanbod creëert zijn eigen geaggregeerde vraag",
- "Aanbod schept zijn eigen vraag",
- "Aanbod constitueert haar eigen vraag",
- "Inherent aan het aanbod zijn de middelen voor haar eigen consumptie". (directe vertaling uit het Frans Traité d'économie politique.)

De exacte formulering "aanbod schept zijn eigen vraag" werd door John Maynard Keynes in zijn kritiek op de wet van Say geformuleerd. Deze karakterisering wordt door sommige voorstanders van de wet van Say echter als een onjuiste voorstelling van zaken gezien. Vergelijkbare sentimenten, maar in verschillende formuleringen, treft men in het werk van J.S. Mill (1848) en zijn vader, James Mill (1808) aan. De Schotse klassieke econoom James Mill herformuleerde de wet van Say in 1808. Hij schreef dat de "de productie van de gecreëerde goederen zowel de markt schept als ook de enige en universele oorzaak voor een markt voor de geproduceerde goederen is."

## Citaten

### Over belastingen
"Om de walvisjacht te bevorderen verbiedt de Engels overheid plantaardige olie die we in Frankrijk in tochtlampen verbranden. Wat zijn de resultaten van deze politiek? Dat een van deze lampen, die een Fransman 60 frank per jaar kosten, een Engelsman 150 frank kosten. De bedoeling zegt men is het ondersteunen van de marine en zo het vergroten van het aantal matrozen, Dit kost de Engelsen per lampmondstuk 90 francs meer dan het in Frankrijk kost. In dit geval genereert het vergroten van het aantal matrozen door middel van deze handel een verlies: het zou beter zijn om het aantal matrozen door een lucratieve handel te vergroten."
"Een hard werkende arbeider, kreeg ik te horen, wilde bij kaarslicht werken. Hij had berekend dat hij tijdens zijn wake een kaars van 4-penny verbrandde, maar dat hij door zijn werk 8 penny zou verdienen. Een belasting op talg en een andere op het vervaardiging van kaarsen verhoogde de prijs van zijn lichtbron echter met een extra 5 penny to 9 penny. De prijs van de kaars werd dus hoger dan de waarde van het product waar de kaars zijn licht over scheen. Van af toen af aan bleef de arbeider, zodra de nacht viel, inactief; hij verloor de 4 penny, die hij door zijn werk zou kunnen verdienen; ook de belastingdienst ontving niets van zijn productie. Zo'n verlies moet worden vermenigvuldigd met het aantal werklieden in een stad en door het aantal dagen van het jaar."

### Over eigendomsrechten
"Er bestaat geen zekerheid over eigendommen, wanneer een despotische overheid de bezittingen van een onderdaan zonder diens toestemming in beslag kan nemen. Noch bestaat een dergelijke zekerheid wanneer deze toestemming alleen in naam of misleidend is."
"Het eigendom dat een man in zijn eigen werkijver vindt, wordt geschonden, wanneer het hem verboden wordt naar eigen inzicht over zijn vermogens of talenten te beschikken, behalve in zoverre deze vermogens of talenten met de rechten van derde partijen interfereren."

## Voetnoten
1. ↑  Robert Clower blz. 92, 2004
2. ↑  James Mill, Commerce Defended (1808), Chapter VI: Consumption, blz. 81

- Bibsys: 90523468
- Biblioteca Nacional de Chile: 000137022
- Biblioteca Nacional de España: XX1114014
- Bibliothèque nationale de France: cb119238753 (data)
- Catàleg d'autoritats de noms i títols de Catalunya: 981058518146306706
- CiNii: DA02453480
- Gemeinsame Normdatei: 118820281
- International Standard Name Identifier: 0000 0001 2136 3650
- Library of Congress Control Number: n50016910
- Nationale Bibliotheek van Letland: 000105045
- Bibliotheek van het Japanse parlement: 00525869
- Nationale Bibliotheek van Tsjechië: vse2005299804
- Nationale bibliotheek van Australië: 35766292
- Nationale Bibliotheek van Israël: 987007267643705171
- Nationale Bibliotheek van Polen: a0000001877458
- Nationale en Universitaire bibliotheek Zagreb: 000791031
- Nederlandse Thesaurus van Auteursnamen: 068414951
- Réseau des bibliothèques de Suisse occidentale: 02-A003789855
- Istituto Centrale per il Catalogo Unico: TO0V062579
- LIBRIS: 284139
- SNAC: w6513xsb
- Système universitaire de documentation: 02712505X
- Trove: 1077712
- Virtual International Authority File: 64011652
- WorldCat: E39PBJpYCgwmQqKpFG8Ghwmjmd